# Влазнев, Василий Кузмич
Васи́лий Кузми́ч Вла́знев (1839—1905) — журналист, археолог, поэт, краевед, исследователь населённых пунктов Рязанской губернии.

## Биография
Родился в селе Верхний Белоомут Зарайского уезда Рязанской губернии в крестьянской семье. Окончил приходское училище. Владел мастерской по резному иконостасному и позолотному ремеслу. В газете «Русский Курьер», были опубликованы его статьи о сёлах Белоомут, Любичи, Ловцы, Дединово. На автора обратили внимание рязанские историки, и Влазнев был приглашён к сотрудничеству в Рязанскую учёную архивной комиссию. Он был знаком с поэтом Иваном Суриковым, писал стихи, очерки, рассказы. Многие работы Влазнева публиковались в «Московских Ведомостях», «Рязанских губернских ведомостях».

## Краеведческие работы
- «Описание села Белоомут»
- «Город Зарайск и село Белоомут»
- «Село Ловцы»
- «Село Любичи»
- «Город Зарайск и Зарайский уезд»
- «Сёла Дединово, Раненбург и Данков Рязанской губернии»